# 高肇
高肇（5世紀？—515年），字首文，北魏文昭皇太后的兄長。自稱祖先渤海蓚縣人。五世祖高顧，晉朝永嘉年間，躲避戰亂進入高麗。父親高颺，字法脩。北魏孝文帝初年，和弟弟高乘信及其同鄉韓內、冀福等人進入北魏，任職厲威將軍，封爵河間子。高乘信任職明威將軍。孝文帝都用對待客人的禮節對待他們，於是就娶高颺的女兒，這就是文昭皇后，生宣武帝元恪。

## 生平

### 早年
高颺死。景明初年，宣武帝追思舅氏，徵召高肇兄弟等人。錄尚書事、北海王元詳等人上奏稱：「高颺應追贈左光祿大夫，賜爵渤海公，諡號曰敬。其妻蓋氏，應追封為清河郡君。」朝廷下詔命令准許。又下詔令高颺的長孫高猛襲封渤海公爵位，封高肇為平原郡公，高肇的弟弟高顯為澄城郡公。三人同一天接受封贈。開始時，宣武帝沒有和舅家人相互通氣，就賜給他們衣服巾幘，在華林都亭接見高肇、高顯兄弟。兄弟二人都非常驚慌恐懼，舉動有失禮儀。幾天之間，就富貴顯赫起來。這一年，咸陽王元禧被誅殺，其所擁有的財物珍寶、奴婢、田宅等大都歸入高氏。不久，高肇任尚書右僕射、冀州大中正，娶宣武帝的姑姑高平公主，升任尚書令。

### 得勢
高肇出生在異地，當時的輿論都對他輕視，待他官居要職，留心朝中各種政務，孜孜不倦，世人才都稱他有才幹。宣武帝初年，六輔獨攬政權，後來因咸陽王元禧無緣無故地造反作亂，因此把政權交給高肇。高肇既然沒有親族，就大結黨羽，依附高肇的人，很快就被越級提升，違背他的人就用大罪陷害。因為北海王元詳官位在他上面，就羅織罪名將其殺害。又勸說宣武帝防備諸王，宣武帝幾乎等同於被囚禁。當時，順皇后突然死亡，世人的議論說是高肇侄女高贵人幹的。皇子元昌死，都說是王顯醫療失誤，是秉承高肇的旨意。京兆王元愉出外任冀州刺史，畏懼高肇恣意擅權，以至於圖謀不軌。高肇又上讒言殺害彭城王元勰。因此，朝廷內外都對高肇側目而視，都畏懼和憎恨他。高肇因此而獨攬大權，生殺予奪全由自己。又曾經和清河王元懌，在雲龍門外堂下突然間爭執起來，鬧得亂哄哄的。太尉、高陽王元雍調和勸止了他們。高昭容既被立為皇后，高肇更加受到寵信。高肇既已主持朝政，每一件事都由自己裁決，本來就沒有什麼學問見識，動不動就違背禮儀法度。喜歡改前朝原有的制度，削減封贈的俸祿，壓抑罷免有功之人，因此而怨聲載道。
宣武帝延昌初年，高肇改任司徒。高肇雖然身居三公，還因為沒能居於要職而不滿意，眾人都嗤笑他。父兄受到封贈雖然很久，竟然不予改葬。延昌三年(514年)，才詔令還葬，高肇自己不親臨前往，只是派遣哥哥高琨的兒子高猛改換服裝到代都，遷葬於家鄉。當時的人認為高肇沒有見識，哂笑他而不加責備。大舉征討蜀時，任命高肇為大將軍、都督諸軍，諸軍由高肇指揮。高肇和都督甄琛等二十多人，都一起在東堂向宣武帝辭行，親自陳說經營謀略。這一天，高肇乘坐的駿馬，停在神獸門外，無緣無故地受驚臥倒，翻滾到水渠中，馬鞍散了架，眾人都感到奇怪。高肇出宮後，對此亦感厭惡。

### 逝世
延昌四年(515年)，宣武帝駕崩，大赦天下，解散遠征軍。北魏孝明帝元詡致書高肇和征南將軍元遙等人，稱宣武帝駕崩而報告凶信。高肇遇此變故，不僅仰望思慕，也擔心身遭禍患，每天從早到晚悲痛哭泣，以至於身體羸弱憔悴。快到洛陽時，停宿鏶澗驛亭，家裡的人夜裡去迎接看視，高肇對家人都不看一眼，一直到宮門樓下，身著喪服，大聲痛哭，登上太極殿，哀痛至極。太尉高陽王元雍先居於西柏堂，獨攬各種事務，和領軍于忠密謀，想除掉高肇。偷偷地在舍人省下埋伏精壯武士直寢邢豹、伊盆生等十多人，高肇在宣武帝的棺材前哭祭過後，高陽王在文武百官面前將高肇的領進西廊，清河王元懌、任城王元澄和諸王等都看著高肇竊竊私語。高肇進入舍人省，埋伏的壯士就又掐又拉把高肇殺死，傳下詔書，宣布高肇的罪惡，說高肇是自盡。高肇的親信餘黨都不加追究，削除高肇的官職爵位，用士的禮儀安葬。到了黃昏，才從廁所門將高肇的屍體運出送回家中。當初，高肇西征，行至函谷關，車軸從中折斷，跟隨的人都認為高肇不能平安而回。靈太后臨朝執政，特意命令追贈高肇為營州刺史。永熙二年(533年)，孝武帝追贈高肇使持節、侍中、中外諸軍事、太師、大丞相、太尉公、錄尚書事、冀州刺史。

## 子嗣
高肇有子高植，歷濟、青、相、朔、恆五州刺史，皆以清廉及才能著稱，當時號為良刺史。

## 延伸阅读
[在维基数据编辑]
 《魏書/卷83下》，出自魏收《魏书》